# Eremodromus noctivagus
Eremodromus noctivagus là một loài ruồi trong họ Asilidae. Eremodromus noctivagus được Zimin miêu tả năm 1928. Loài này phân bố ở vùng Cổ Bắc giới.